# Nuatabu Village
Nuatabu Village är en ort i Kiribati.   Den ligger i örådet Tarawa och ögruppen Gilbertöarna, i den norra delen av landet, 26 km norr om huvudstaden Tarawa. Nuatabu Village ligger 11 meter över havet och antalet invånare är 199. Den ligger på ön Notoue.
Terrängen runt Nuatabu Village är mycket platt.  Närmaste större samhälle är Taborio Village, 5,5 km sydost om Nuatabu Village. 